# 루아 블랑쿠
루아 블랑쿠(Lua Blanco, 1987년 3월 5일 ~ )는 브라질의 가수, 배우, 텔레비전 사회자, 모델이다. 음악 그룹 헤베우지스의 멤버였다.

## 음반 목록
- Mão no Sonho (2016)